# Maurycy Krupowicz
Maurycy Constantin Krupowicz (litauisch Mauricijus Krupovičius; deutsch Moritz Krupowicz; * 13. September 1823 in Grodno; † 24. Januar 1891 in Warszawa) war ein polnisch-litauischer Historiker.

## Leben

### Herkunft und Familie
Maurycy war ein Sohn des Antoni Krupowicz und der Barbara Simonowska, er vermählte sich ca. 1848 mit Benedykta Bouffał.

### Werdegang
Krupowicz studierte ab dem Jahr 1842 an der Kaiserlichen Universität Dorpat und wurde 1846 ebd. promoviert wurde. Er arbeitete dann als Translateur bei der Kommission zur Revision der alten Akten-Bücher in den Landschaftsarchiven im Gouvernement Grodno. Von 1855 an bis 1865 war er Sekretär der archäologischen Kommission in Wilna und des Museums für Geschichte in dieser Stadt. Gleichzeitig arbeitete er weiter als Archivar und wertete die älteren Aktenbestände in Wilna aus. Dort erschienen auch seine beiden Hauptwerke zur litauischen Geschichte, sowie auf sein Bemühen hin das Werk „Po ziarnie“ – ein Sammelband mit diversen polnischen Artikeln, Essays und Gedichten. Nach dem Januaraufstand und der mit dessen Niederschlagung einsetzenden Russifizierung wurde er mit der Auflösung der archäologischen Kommission aus seiner Stelle bei dem Archiv in Wilna 1865 entlassen. 
Mittellos begab er sich nach Warschau und fand die Anstellung als Sekretär und Bibliothekar beim russischen Feldmarschall Fürst Alexander Iwanowitsch Barjatinski in dessen zeitweiliger Residenz, dem ehemaligen erzbischöflichen Palais in Skierniewice. 
Seit 1864/1865 war er auch korrespondierendes Mitglied der Gesellschaft für Geschichte und Altertumskunde der Ostseeprovinzen Russlands.
Nach Barjatinskis Tod 1879 kehrte er zurück nach Warschau und arbeitete dank seiner umfassenden Fremdsprachenkenntnisse bei der Zensur-Behörde als Kontrolleur der ausländischen Druckerzeugnisse.

## Werke
- Sobranīe gosudarstvennykh i chastnykh aktov, kasai︠u︡shchikhsi︠a︡ istorīi Litvy i soedinennykh s neĭ vladi︠e︡nīĭ, ot 1387 do 1710 goda. Wilna 1858 (litauisch)
- Zbiór dyplomatów rządowych i aktów prywatnych, posługujących do rozjaśnienia dziejów Litwy i złączonych z nią krajów (od 1387 do 1710 r.). Wilna 1858 (polnisch)
- Po ziarnie zbiorek pamiątkowy. Wilna 1861, (polnisch, gemeinsam mit Jan Prusinowski)